# Richard Allison
Richard Allison nascut (1560/1570) - va morir abans de 1610) va ser un compositor anglès.
Fou un dels que introduïren (1594) els salms que encara avui s'entonen en l'Església anglicana. Era conegut per estar al servei de la comtessa de Warwick en 1599, i després treballar per Sir John Scudamore. Les seves publicacions són: The Psalms of David in Meter (1599) i An Hour's Recreation in musicke, adaptada per a instruments i veus (1606).